# هاريسون غراهام
هاريسون غراهام (بالإنجليزية: Harrison Graham) هو قاتل متسلسل أمريكي، ولد في 9 سبتمبر 1959 في فيلادلفيا في الولايات المتحدة.